# Chiesa dell'Esaltazione della Santa Croce (Astachov)
La Chiesa dell'Esaltazione della Santa Croce (in russo Церковь Воздвижения Креста Господня, Cerkovʹ Vozdviženija Kresta Gospodnja?) è una cattedrale di rito ortodosso che si trova ad Astachov, Oblast' di Rostov in Russia.

## Storia
Quando la Chiesa dell'Intercessione della Beata Vergine Maria fu costruita e consacrata nel 1792 nel villaggio di Kamenskaja (ora città di Kamensk-Šachtinskij), la vecchia chiesa lignea, costruita nel 1748, fu acquistata dal colonnello cosacco Ivan Skasyrskij e trasportata al sobborgo di Skasyrskaja, dove nel 1795 fu ricreata e consacrata con un nuovo nome. Nel 1906, la costruzione di una nuova chiesa in mattoni fu iniziata nel sobborgo, che fu costruito nel 1912. L'edificio in legno dell'ex chiesa fu nuovamente smantellato e trasferito nel churov di Astachov, dove iniziò ad essere eretto nel novembre 1913 sulla base della decisione del dipartimento di costruzione del Consiglio regionale delle truppe Donskoj con il nome di Esaltazione della Croce. Il tempio fu costruito e consacrato nel 1914.
Costruita per la prima volta a metà del XVIII secolo, essendo sopravvissuta a tre cantieri, nonché a una rivoluzione, guerre civili e patriottiche, la chiesa è ancora in funzione. Si tratta di un monumento di importanza regionale (secondo la decisione del Capo dell'Amministrazione della Regione Rostov n. 69 del 14 marzo 1994).
Il rettore del tempio Protoiereus Ioann Elatoncev è stato insignito della Medaglia al Merito della Diocesi di Šachtina.

## Galleria fotografica

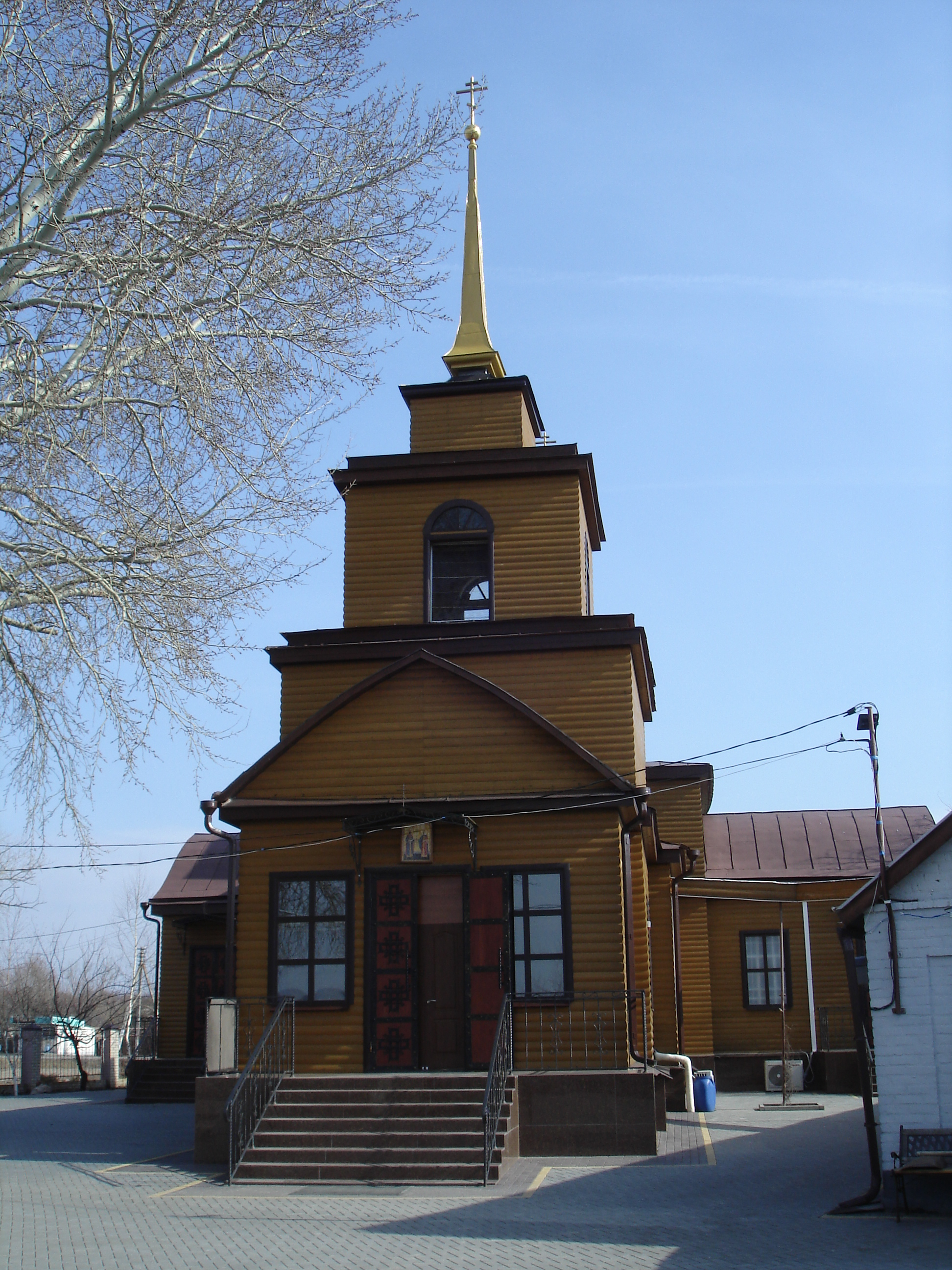
Ingresso e campanile
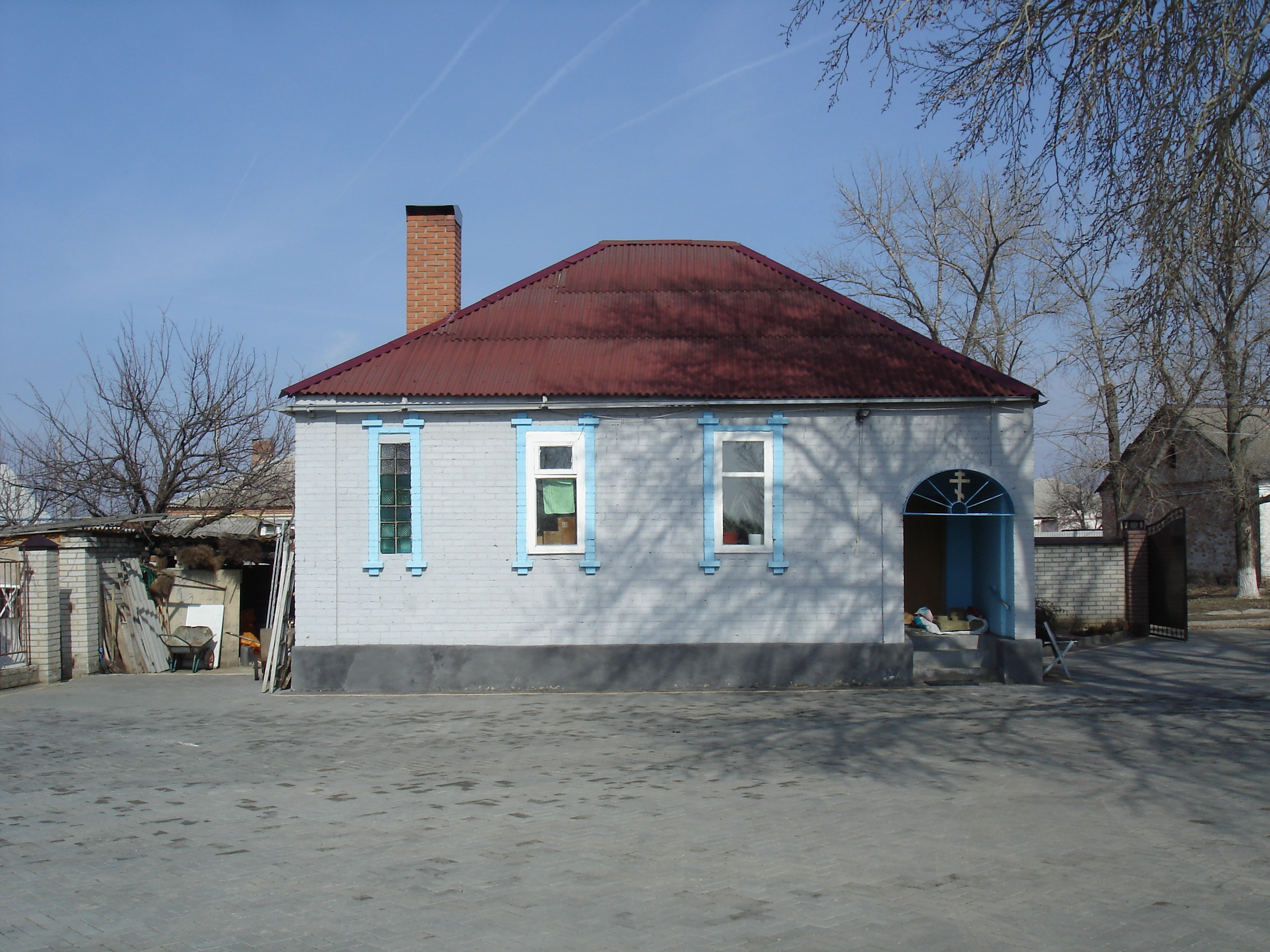
Scuola Domenicale
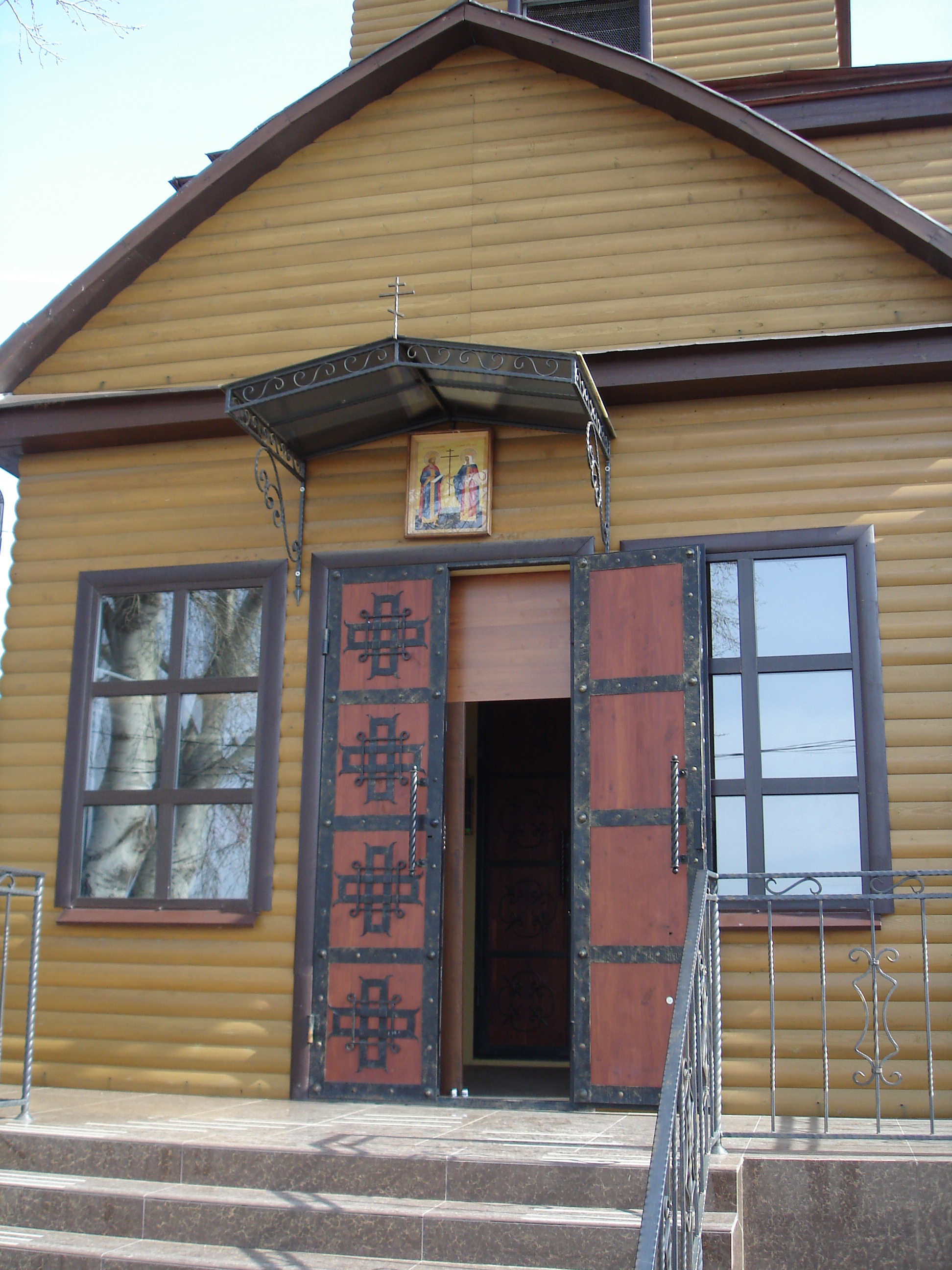
Portone d'ingresso
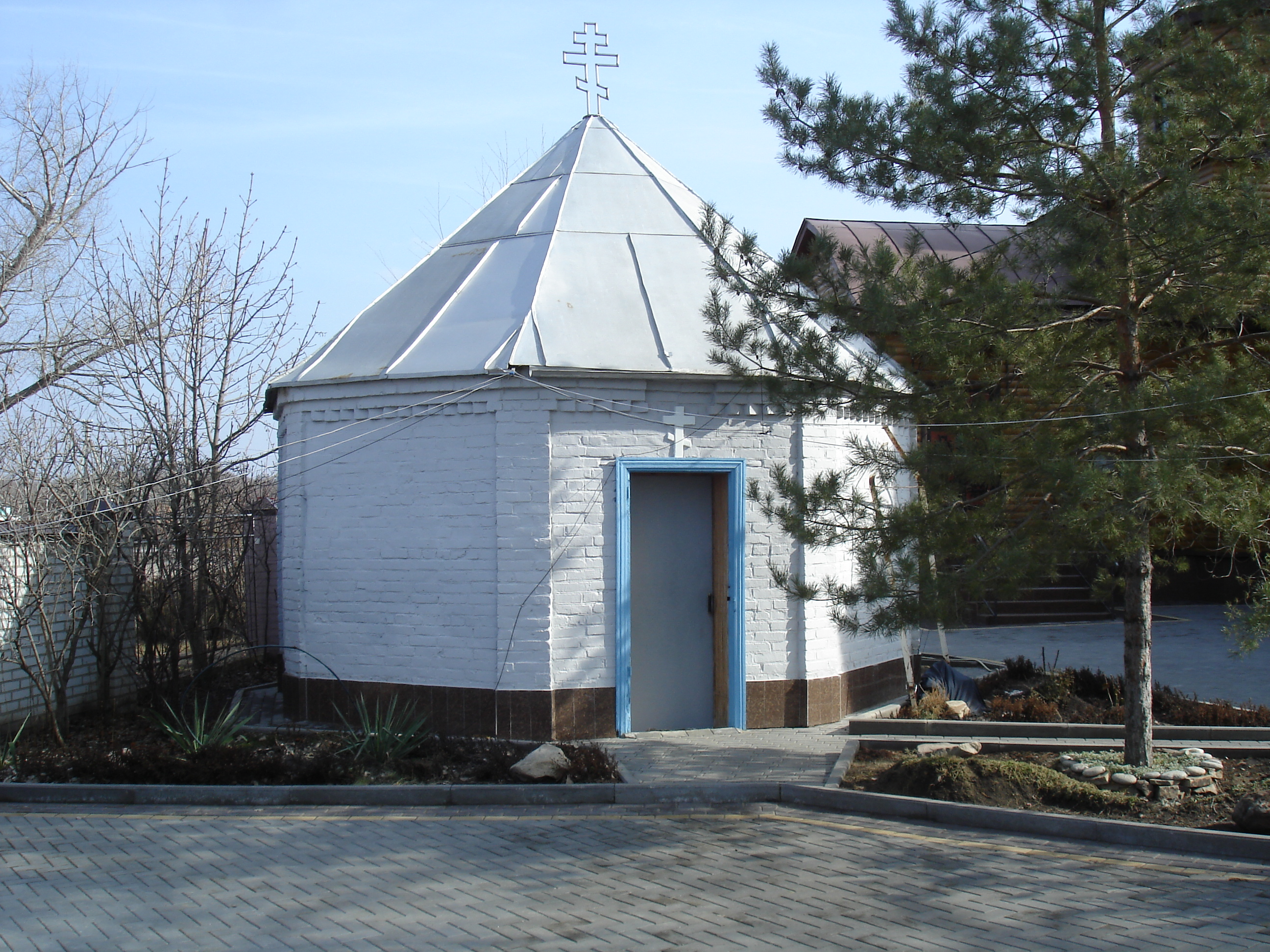
battistero
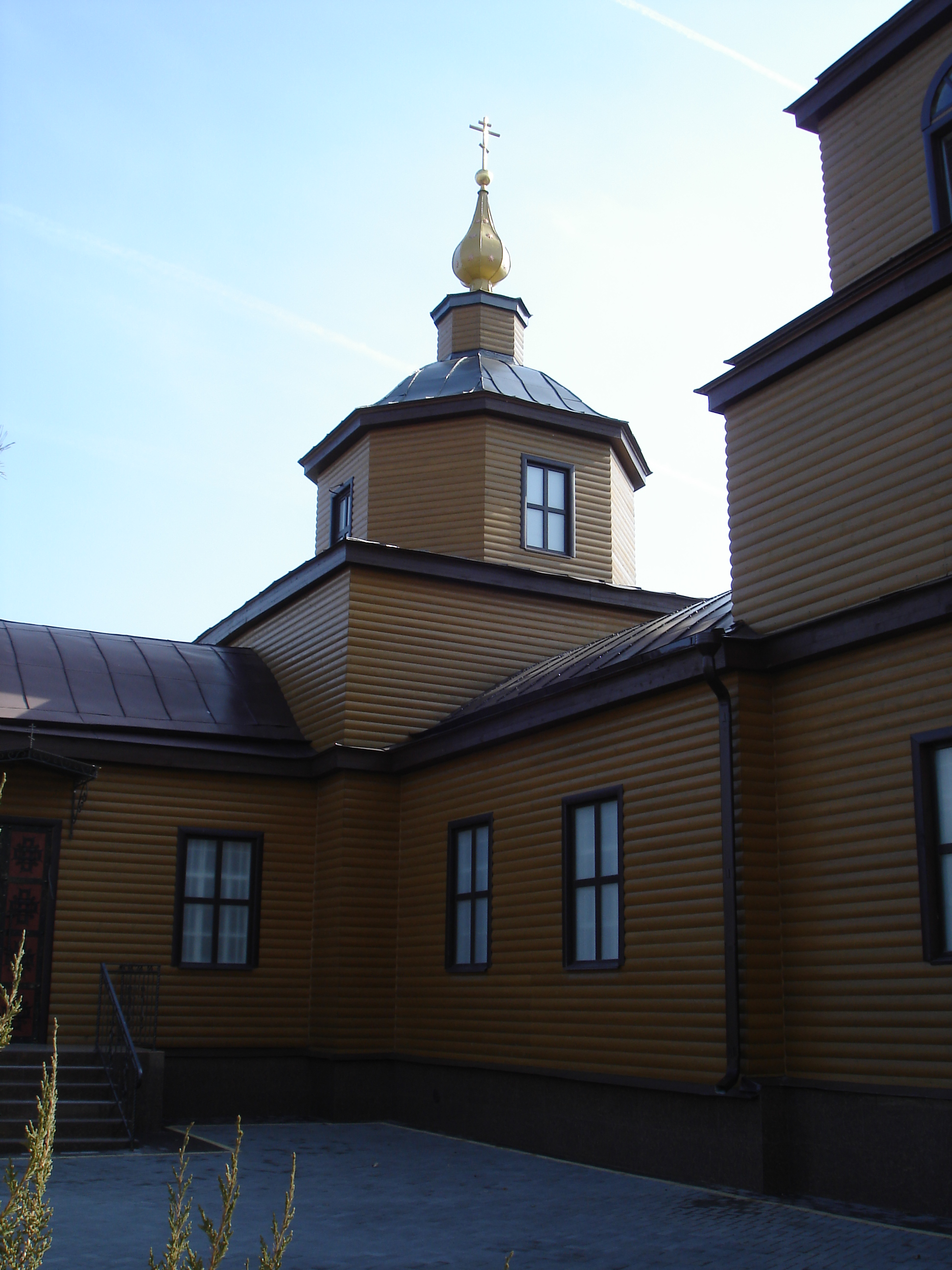
Cupola del tempio